# 羽纹硅藻纲
羽紋硅藻綱為藻類植物之一植物綱。該植物於植物分類表上，歸矽藻門 (Bacillariophyta)
轄下有無殼藻目、單殼藻目、短殼藻目、雙殼藻目、管殼藻目等等植物目。 